# Eric DeLamarter
Eric DeLamarter (* 18. Februar 1880 in Lansing, Michigan; † 17. Mai 1953 in Orlando, Florida) war ein US-amerikanischer Organist und Komponist.
DeLamarter war schon 1895 Chorleiter in Kalamazoo. Von 1900 bis 1936 war er Organist an verschiedenen Kirchen in Chicago. Daneben wirkte er von 1919 bis 1925 als Hilfsdirigent  und bis 1936 als Dirigent des Chicago Symphony Orchestra und Musikkritiker. Als Musikkritiker arbeitete er für den Chicago Record-Herald, dann für den Chicago Tribune und nach 1910 für den Inter-Ocean. Sein bekanntester Schüler war Leon Stein. 
Er komponierte vier Sinfonien, drei Ballette, eine Ballettsuite und weitere Suiten, zwei Orgelkonzerte, kammermusikalische Werke, Kirchenmusik und Klavierstücke. 1938 wurde er in die American Academy of Arts and Letters gewählt.
Lamarters Tochter Jeanne DeLamarter Bonnette wurde als Lyrikerin bekannt.